# Futbol'nyj Klub Alanija Vladikavkaz 2011-2012
Questa voce raccoglie le informazioni riguardanti il Futbol'nyj Klub Alanija Vladikavkaz nelle competizioni ufficiali della stagione 2011-2012.

## Stagione
La squadra era appena retrocessa in seconda serie, avendo concluso la Prem'er-Liga 2010 al quindicesimo posto, ma era riuscita a qualificarsi per l'UEFA Europa League 2011-2012, arrivando in finale di Coppa di Russia. Il cammino in campionato fu più che positivo: dopo aver vinto la stagione regolare, ottenne un immediato ritorno in massima serie grazie al secondo posto finale.
Meno brillante fu il cammino nelle coppe: nella coppa nazionale, dopo la finale raggiunta nella precedente stagione, fu immediatamente eliminata (entrata in scena al quinto turno perse contro il Volgar' Astrachan'), mentre in Europa League superò il terzo turno preliminare, trovando l'eliminazione nei play-off.

## Rosa
| N. |                         | Ruolo | Calciatore        |
| -- | ----------------------- | ----- | ----------------- |
| 1  | Russia (bandiera)       | P     | Dmitrij Chomič    |
| 2  | Burkina Faso (bandiera) | D     | Ibrahim Gnanou    |
| 4  | Russia (bandiera)       | D     | Aslan Dudiev      |
| 6  | Moldavia (bandiera)     | D     | Simeon Bulgaru    |
| 7  | Russia (bandiera)       | C     | Roland Gigolaev   |
| 8  | Russia (bandiera)       | C     | Georgij Gabulov   |
| 9  | Russia (bandiera)       | C     | Arsen Chubulov    |
| 10 | Bulgaria (bandiera)     | A     | Ivan Stojanov     |
| 11 | Brasile (bandiera)      | A     | Danilo Neco       |
| 14 | Russia (bandiera)       | A     | Atsamaz Buraev    |
| 15 | Russia (bandiera)       | C     | Aslan Mašukov     |
| 17 | Russia (bandiera)       | D     | Taras Tsarikaev   |
| 18 | Russia (bandiera)       | C     | Jambulad Bazayev  |
| 19 | Russia (bandiera)       | A     | Georgy Gogichayev |

| N. |                           | Ruolo | Calciatore          |
| -- | ------------------------- | ----- | ------------------- |
| 20 | Costa d'Avorio (bandiera) | D     | Dacosta Goore       |
| 21 | Russia (bandiera)         | A     | German Tuayev       |
| 22 | Russia (bandiera)         | P     | David Gigolayev     |
| 23 | Russia (bandiera)         | D     | Anton Grigor'ev     |
| 27 | Russia (bandiera)         | A     | Dzambolat Khatsayev |
| 32 | Honduras (bandiera)       | A     | Rodolfo Zelaya      |
| 33 | Russia (bandiera)         | P     | Vitaly Gudiyev      |
| 36 | Russia (bandiera)         | D     | Dmitri Grachyov     |
| 46 | Russia (bandiera)         | D     | Albert Tskhovrebov  |
| 70 | Brasile (bandiera)        | A     | Vandinho            |
| 75 | Uzbekistan (bandiera)     | C     | Marat Bikmaev       |
| 77 | Nuova Zelanda (bandiera)  | A     | Kosta Barbarouses   |
|    | Kazakistan (bandiera)     | C     | Kazbek Geteriev     |
|    | Russia (bandiera)         | A     | Soslan Dzhioyev     |

## Risultati

### Campionato

#### Prima fase
| Chimki 4 aprile 2011 1ª giornata | Torpedo Vladimir | 0 – 3 referto | Alanija Vladikavkaz | Stadio Novye Chimk |

| Nižnij Novgorod 7 aprile 2011 2ª giornata | Nižnij Novgorod | 0 – 3 referto | Alanija Vladikavkaz | Stadio Severnyj |

| Vladikavkaz 15 aprile 2011 3ª giornata | Alanija Vladikavkaz | 4 – 0 referto | Metallurg Krasnojarsk | Respublikanskij stadion Spartak |

| Vladikavkaz 18 aprile 2011 4ª giornata | Alanija Vladikavkaz | 1 – 1 referto | Sibir' | Respublikanskij stadion Spartak |

| Jaroslavl' 25 aprile 2011 5ª giornata | Šinnik | 2 – 2 referto | Alanija Vladikavkaz | Stadio Šinnik |

| Brjansk 28 aprile 2011 6ª giornata | Dinamo Brjansk | 1 – 0 referto | Alanija Vladikavkaz | Stadio Dinamo |

| Vladikavkaz 4 maggio 2011 7ª giornata | Alanija Vladikavkaz | 1 – 0 referto | Ural | Respublikanskij stadion Spartak |

| Vladikavkaz 7 maggio 2011 8ª giornata | Alanija Vladikavkaz | 0 – 0 referto | Gazovik Orenburg | Respublikanskij stadion Spartak |

| Soči 15 maggio 2011 9ª giornata | Žemčužina-Soči | 0 – 1 referto | Alanija Vladikavkaz | Stadio Centrale Metreveli |

| Novorossijsk 18 maggio 2011 10ª giornata | Černomorec Novorossijsk | 0 – 1 referto | Alanija Vladikavkaz | Stadio Centrale di Kazan' |

| Vladikavkaz 30 maggio 2011 11ª giornata | Alanija Vladikavkaz | 1 – 1 referto | Chimki | Respublikanskij stadion Spartak |

| Vladikavkaz 27 maggio 2011 12ª giornata | Alanija Vladikavkaz | 1 – 0 referto | Fakel Voronež | Respublikanskij stadion Spartak |

| Kaliningrad 4 giugno 2011 13ª giornata | Baltika | 0 – 2 referto | Alanija Vladikavkaz | Stadio Baltika |

| Mosca 7 giugno 2011 14ª giornata | Torpedo Mosca | 0 – 0 referto | Alanija Vladikavkaz | Stadio Ėduard Strel'cov |

| Chabarovsk 14 giugno 2011 15ª giornata | SKA-Ėnergija | 1 – 1 referto | Alanija Vladikavkaz | Stadion SKA DVO im. V. I. Lenina |

| Vladivostok 17 giugno 2011 16ª giornata | Luč-Ėnergija | 0 – 1 referto | Alanija Vladikavkaz | Stadio Dinamo |

| Vladikavkaz 24 giugno 2011 17ª giornata | Alanija Vladikavkaz | 4 – 0 referto | Mordovija | Respublikanskij stadion Spartak |

| Vladikavkaz 27 giugno 2011 18ª giornata | Alanija Vladikavkaz | 2 – 0 referto | KAMAZ | Respublikanskij stadion Spartak |

| Astrachan' 27 giugno 2011 19ª giornata | Volgar'-Gazprom | 3 – 0 referto | Alanija Vladikavkaz | Stadio Centrale di Astrachan' |

| Vladikavkaz 9 agosto 2011 20ª giornata | Alanija Vladikavkaz | 1 – 0 referto | Torpedo Vladimir | Respublikanskij stadion Spartak |

| Vladikavkaz 12 agosto 2011 21ª giornata | Alanija Vladikavkaz | 1 – 0 referto | Nižnij Novgorod | Respublikanskij stadion Spartak |

| Krasnojarsk 10 ottobre 2011 22ª giornata | Metallurg Krasnojarsk | 0 – 0 referto | Alanija Vladikavkaz | Central'nyj stadion KUOR |

| Novosibirsk 22 agosto 2011 23ª giornata | Sibir' | 3 – 0 referto | Alanija Vladikavkaz | Spartak Stadium |

| Vladikavkaz 29 agosto 2011 24ª giornata | Alanija Vladikavkaz | 0 – 1 referto | Šinnik | Respublikanskij stadion Spartak |

| Vladikavkaz 1º settembre 2011 25ª giornata | Alanija Vladikavkaz | 2 – 1 referto | Dinamo Brjansk | Respublikanskij stadion Spartak |

| Vladikavkaz 6 settembre 2011 26ª giornata | Alanija Vladikavkaz | 2 – 0 referto | Volgar'-Gazprom | Respublikanskij stadion Spartak |

| Ekaterinburg 12 settembre 2011 27ª giornata | Ural | 0 – 0 referto | Alanija Vladikavkaz | Stadio Centrale di Kazan' |

| Orenburg 15 settembre 2011 28ª giornata | Gazovik Orenburg | 1 – 0 referto | Alanija Vladikavkaz | Stadio Gazovik |

| Vladikavkaz 22 settembre 2011 29ª giornata | Alanija Vladikavkaz | + – - referto | Žemčužina-Soči |  |

| Vladikavkaz 25 settembre 2011 30ª giornata | Alanija Vladikavkaz | 1 – 1 referto | Černomorec Novorossijsk | Respublikanskij stadion Spartak |

| Chimki 3 ottobre 2011 31ª giornata | Chimki | 0 – 2 referto | Alanija Vladikavkaz | Stadio Rodina |

| Voronež 6 ottobre 2011 32ª giornata | Fakel Voronež | 1 – 1 referto | Alanija Vladikavkaz | Central'nyj stadion profsojuzov |

| Vladikavkaz 14 ottobre 2011 33ª giornata | Alanija Vladikavkaz | 2 – 0 referto | Baltika | Respublikanskij stadion Spartak |

| Vladikavkaz 17 ottobre 2011 34ª giornata | Alanija Vladikavkaz | 1 – 3 referto | Torpedo Mosca | Respublikanskij stadion Spartak |

| Vladikavkaz 24 ottobre 2011 35ª giornata | Alanija Vladikavkaz | 3 – 1 referto | SKA-Ėnergija | Respublikanskij stadion Spartak |

| Vladikavkaz 27 ottobre 2011 36ª giornata | Alanija Vladikavkaz | 1 – 0 referto | Luč-Ėnergija | Respublikanskij stadion Spartak |

| Saransk 4 novembre 2011 37ª giornata | Mordovija | 1 – 2 referto | Alanija Vladikavkaz | Start Stadion |

| Naberežnye Čelny 7 novembre 2011 38ª giornata | KAMAZ | 2 – 0 referto | Alanija Vladikavkaz | Belyj Medved' Arena |

#### Poule campionato
| Mosca 12 marzo 2012 1ª giornata | Torpedo Mosca | 0 – 1 referto | Alanija Vladikavkaz | Stadio Ėduard Strel'cov |

| Vladikavkaz 16 marzo 2011 2ª giornata | Alanija Vladikavkaz | 1 – 1 referto | Sibir' | Respublikanskij stadion Spartak |

| Nižnij Novgorod 20 marzo 2012 3ª giornata | Nižnij Novgorod | 2 – 0 referto | Alanija Vladikavkaz | Stadio Severnyj |

| Jaroslavl' 27 marzo 2012 4ª giornata | Šinnik | 0 – 1 referto | Alanija Vladikavkaz | Stadio Šinnik |

| Vladikavkaz 31 marzo 2012 5ª giornata | Alanija Vladikavkaz | 2 – 4 referto | Mordovija | Respublikanskij stadion Spartak |

| Brjansk 4 aprile 2012 6ª giornata | Dinamo Brjansk | 1 – 2 referto | Alanija Vladikavkaz | Stadio Dinamo |

| Vladikavkaz 11 aprile 2012 7ª giornata | Alanija Vladikavkaz | 1 – 2 referto | Ural | Respublikanskij stadion Spartak |

| Vladikavkaz 15 aprile 2012 8ª giornata | Alanija Vladikavkaz | 1 – 0 referto | Torpedo Mosca | Respublikanskij stadion Spartak |

| Novosibirsk 19 aprile 2011 9ª giornata | Sibir' | 1 – 0 referto | Alanija Vladikavkaz | Spartak Stadium |

| Vladikavkaz 19 aprile 2012 10ª giornata | Alanija Vladikavkaz | 1 – 0 referto | Nižnij Novgorod | Respublikanskij stadion Spartak |

| Vladikavkaz 29 aprile 2012 11ª giornata | Alanija Vladikavkaz | 0 – 0 referto | Šinnik | Respublikanskij stadion Spartak |

| Saransk 3 maggio 2012 12ª giornata | Mordovija | 2 – 0 referto | Alanija Vladikavkaz | Start Stadion |

| Vladikavkaz 3 maggio 2012 13ª giornata | Alanija Vladikavkaz | 2 – 1 referto | Dinamo Brjansk | Respublikanskij stadion Spartak |

| Ekaterinburg 12 maggio 2012 27ª giornata | Ural | 2 – 2 referto | Alanija Vladikavkaz | Stadio Centrale di Kazan' |

### Europa Leaugue
| Arbitro: | Kružliak |

|             |           |          |
| Burayev 60’ | Marcatori | 11’ Mane |

| Arbitro: | Lee Evans |

|                                     |                      |                                      |
| Djilas 75’                          | Marcatori            | 55’ Bikmaev                          |
| Khayrullin Kenzhesariev Mane Djilas | Tiri di rigore 2 – 4 | Gabulov Bikmaev Gigolaev Danilo Neco |

| Arbitro: | Todorov |

|                                       |           |  |
| Sivok 20’ Guti 76’ (rig.) Almeida 89’ | Marcatori |  |

| Arbitro: | Dan Tudor |

|                      |           |  |
| Gabulov 81’ Neco 88’ | Marcatori |  |